# ITC Limited
ITC Limited (vormals Imperial Tobacco Company of India Limited) ist ein 1910 gegründeter indischer Mischkonzern mit Sitz in Kalkutta. Neben seiner dominanten Stellung in der indischen Tabakindustrie ist er Marktführer in der indischen Verpackungsindustrie und ist darüber hinaus unter anderem im IT- und Hotelsektor vertreten.

## Geschichte
Die Geschichte von ITC Limited reicht bis 1905 zurück, als British American Tobacco (BAT) in Indien die Peninsula Tobacco Company für die Zigarettenproduktion gründete. Als deren Verkaufsunternehmen entstand 1910 die Imperial Tobacco Company of India Limited, aus der später ITC Limited wurde. Bis 1919 überführte BAT Peninsular sowie die Tabakrohmaterial verarbeitende Indian Leaf Tobacco Company (ILTC) in die Imperial Tobacco Company of India Limited. Das Unternehmen vertrieb sowohl importierte als auch in der eigenen Fabrik in Munger produzierte Zigaretten, teilweise unter dem Label W.D. & H.O. Wills. 1924 entstand eine weitere Fabrik in Saharanpur, 1925 entstand in Munger eine Druckerei, die das Verpackungsmaterial für die Zigaretten lieferte. 1954 ging das Unternehmen an die Börse, 1970 wurde es in „India Tobacco Company Limited“ umbenannt und war weiterhin ausschließlich mit der Herstellung und dem Verkauf von Tabakprodukten befasst. 1975 eröffnete das Unternehmen sein erstes Hotel in Chennai. 1985 war es an einem Joint Venture namens „Surya Tobacco Company“ in Nepal beteiligt. Daraus wurde eine Tochterfirma von ITC Limited, die später auch in der Bekleidungsindustrie tätig war. 1979 stieg ITC Limited in die Papierbranche ein, 1990 wurde die Agri Business Division für den Export landwirtschaftlicher Güter gegründet, die heute zu Indiens größten Exporteuren zählt.
Nach Indiens Unabhängigkeit von Großbritannien ging ITC Limited zunehmend in indischen Besitz über, gleichwohl hält BAT weiterhin mit knapp 30 Prozent den größten Aktienanteil. 1969 wurde Ajit Narain Haksar erster indischer Vorsitzender des Unternehmens. Ihm folgten J.N. Sapru und Krishen Lal Chugh (1983–1995) sowie Yogi C. Deveshwar (1996–2017), die alle maßgeblich an der Diversifikation von ITC Limited beteiligt waren. 1995 forderte BAT den Rücktritt von Chugh und warf ihm Unregelmäßigkeiten in den Unternehmenszahlen vor, während Chugh BAT vorwarf, die Mehrheitsanteile an ITC Limited erlangen zu wollen, um die Diversifikation zu stoppen. 1996 wurden Sapru und Chugh festgenommen, ihnen wurden Vergehen gegen den indischen Foreign Exchange Regulation Act vorgeworfen.

## Liste der Produkte und Marken
- Tabakindustrie: Insignia, India Kings, Gold Flake, Navy Cut, Scissors, Capstan, Berkeley, Bristol and Flake
- Hotels: ITC Hotels
- Papier und Zellulose: ITC Bhadrachalam Paperboards Limited
- Agrarindustrie: Agri-Business, Leaf Tobacco, Gold Ribbon, Blue Ribbon, Aqua Kings, Aqua Bay, Aqua Feast und Peninsular
- Lebensmittel & Confectionery: Kitchens of India, Aashirvaad, Sunfeast, Mint-O, Candyman, Bingo Snacks
- Textilindustrie: Wills Lifestyle, John Players, Essenza Di Wills
- Grußkarten: Expressions
- IT-Industrie: ITC Infotech India Limited
- Zündhölzer: iKno, Mangal Deep, VaxLit, Delite and Aim
- Papierwaren: Classmate, Paperkraft, Saathi

Mit der Initiative e-Choupal verfolgt ITC das Ziel, die Internetnutzung im ländlichen Bereich zu stärken und Nachhaltigkeit als Unternehmensziel zu stärken.

## Ranking
Das Unternehmen ist im wichtigsten Börsenindex Indiens, dem BSE Sensex der Bombay Stock Exchange, gelistet.
ITC nahm im Forbes-Global-2000-Ranking 2006 die Position 1171 ein, im Forbes Global 2000-Ranking 2022 erreichte ITC Platz 845.